# Hannover Hauptbahnhof

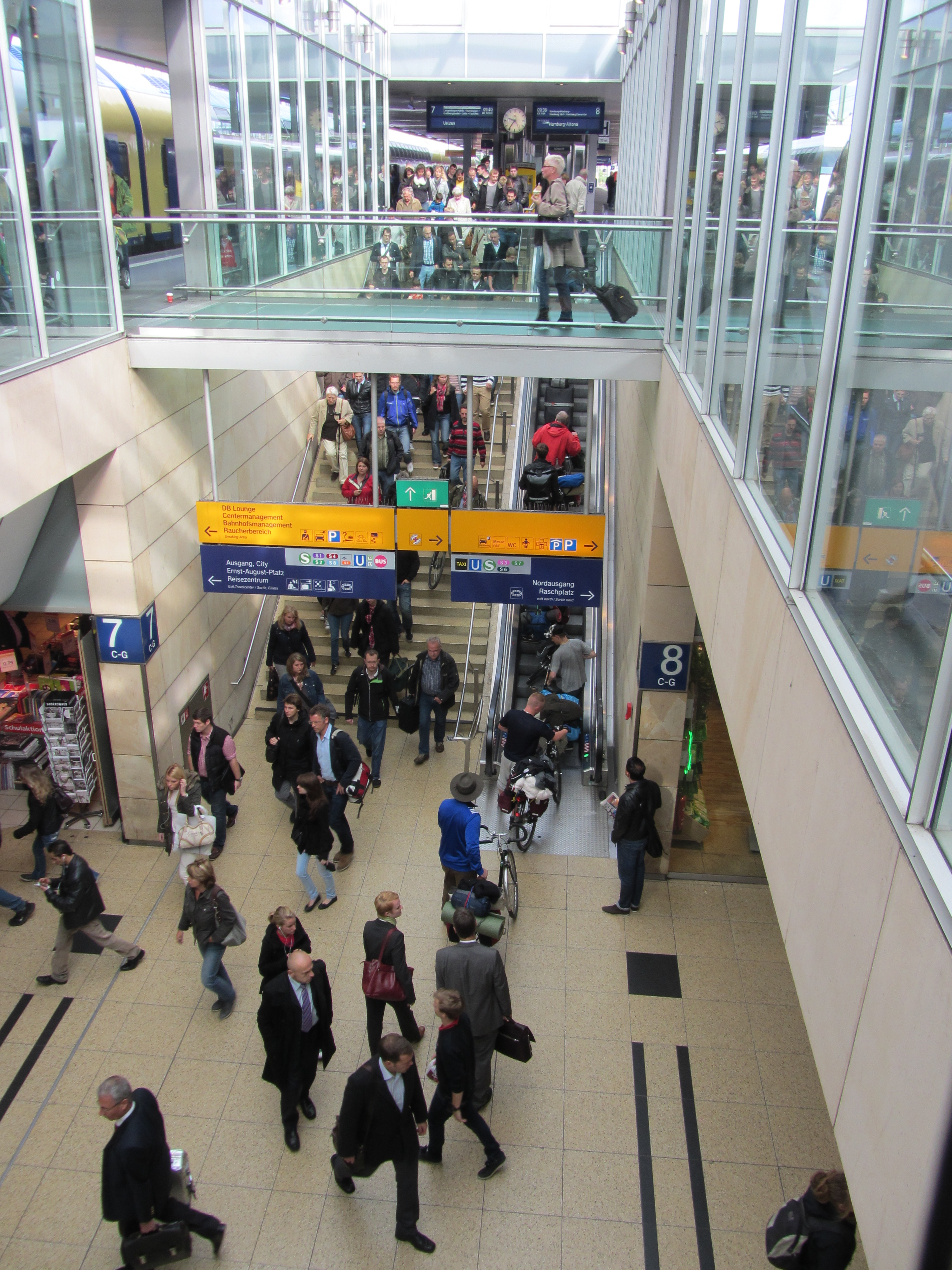
Wejście na peron7 i 8

Hannover Hauptbahnhof – główny dworzec kolejowy w Hanowerze, w Dolnej Saksonii, jeden z największych w Niemczech. Obsługuje dziennie około 250 tys. pasażerów.